# Stéphane Thivierge
Stéphane Thivierge (* 30. April 1966 in Thetford Mines, Québec) ist ein ehemaliger kanadischer Eishockeyspieler, der in der Deutschen Eishockey Liga für die Adler Mannheim spielte.

## Karriere
Der 1,82 m große Flügelstürmer begann seine Karriere in verschiedenen nordamerikanischen Juniorenprogrammen, unter anderem auch bei den Granby Bisons sowie den Saint-Jean Castors in der kanadischen Top-Liga QMJHL. 1988 wechselte der Rechtsschütze zum EV Ravensburg in die deutsche Oberliga, eine weitere Station war der EHC Klostersee, den er während der Saison 1992/93 in Richtung SC Memmingen aus der 2. Bundesliga verließ. Seine einzige Saison in der höchsten deutschen Spielklasse verbrachte Thivierge 1995/96 bei den Adler Mannheim, 1996 wechselte er in die 1. Liga zu den Hannover Turtles, für die er insgesamt zwei Jahre lang auf dem Eis stand. Seine letzte Zweitligastation war der Heilbronner EC, 2000 wechselte Stéphane Thivierge zurück in seine Heimatstadt zu den Prolab de Thetford Mines aus der QSPHL.

## Karrierestatistik
(Legende zur Spielerstatistik: Sp oder GP = absolvierte Spiele; T oder G = erzielte Tore; V oder A = erzielte Assists; Pkt oder Pts = erzielte Scorerpunkte; SM oder PIM = erhaltene Strafminuten; +/− = Plus/Minus-Bilanz; PP = erzielte Überzahltore; SH = erzielte Unterzahltore; GW = erzielte Siegtore; 1 Play-downs/Relegation; Kursiv: Statistik nicht vollständig)